# Matt Lamite
 (décembre 2022).
Si vous disposez d'ouvrages ou d'articles de référence ou si vous connaissez des sites web de qualité traitant du thème abordé ici, merci de compléter l'article en donnant les références utiles à sa vérifiabilité et en les liant à la section « Notes et références ».
 (décembre 2022).
Matt Lamite est le personnage principal d'une série de courtes bande dessinées à énigme, paraissant dans Mickey Parade et Super Picsou Géant depuis [Quand ?].
Matt Lamite est un chien anthropomorphe brun inspecteur de police dessiné par Alexandre Ruyer, dit simplement Aré.
Aré travaille depuis 1999 au Journal de Mickey. Il réalise chaque semaine une rubrique avec ses personnages, les Potatoes, ainsi qu’un strip diffusé dans le Cahier des Jeux, dont il s’occupe en tant que rédacteur des Jeux.
Il dessine également chaque semaine le sommaire de France Dimanche depuis 2000. Il travaille beaucoup avec la pub et la communication et réalise depuis 4 ans l’affiche des immeubles en Fêtes (La fête des Voisins).